# Battaglia di Belchite
La battaglia di Belchite fu un'operazione militare avvenuta durante la guerra civile spagnola tra il 24 agosto e il 6 settembre 1937 nella città di Belchite, in provincia di Saragozza.

## Precedenti
Dopo la sconfitta nella battaglia di Brunete, il governo repubblicano, presieduto da Negrín e con Prieto ministro della difesa, decise di iniziare una nuova offensiva per fermare l'avanzata dei nazionalisti a nord.
L'obiettivo dell'avanzata non era solo militare, ma anche politico: nell'Aragona, il fronte repubblicano era egemonizzato dai marxisti del POUM e dagli anarchici, tanto da aver costituito un proprio governo, il Consejo Regional de Defensa de Aragón, con a capo l'anarcosindacalista Joaquín Ascaso.
L'obiettivo politico del governo centrale socialista era, dunque, quello di arrestare l'avanzata dei golpisti e di riprendere il controllo del fronte repubblicano aragonese incorporando le divisioni anarchiche e comuniste nel neonato Esercito dell'Est con a capo il generale Pozas Perea. L'obiettivo militare, era, invece, quello di conquistare Belchite per aprirsi la strada alla conquista di Saragozza, capitale dell'Aragona, centro strategico per le comunicazioni in tutta la regione, situata a pochi chilometri dietro le linee nemiche.
Con queste premesse, il generale Pozas Perea e il suo capo di Stato maggiore, colonnello Cordón stabilirono il quartier generale a Bujaraloz. Il piano militare prevedeva un attacco da sette punti diversi lungo una fascia di 100 km tra Belchite e Zuera.

## L'offensiva repubblicana
In accordo con il piano stabilito, il 24 agosto, Pozas Perea, con il neonato Esercito dell'est e l'appoggio della XI e XV Brigata Internazionale lanciò un attacco simultaneo a tre punti fondamentali e a cinque periferici in direzione di Saragozza.
I repubblicani erano composti da 80 000 uomini, l'appoggio dell'aviazione repubblicana con una novantina tra Polikarpov I-16 e Polikarpov I-15 e 105 carri armati T-26 sovietici. Nei primi due fronti, nord e centro, i repubblicani conquistarono il territorio sguarnito. Nel fronte sud i repubblicani conquistarono immediatamente Mediana e il villaggio di Quinto al quarto giorno di offensiva.
Nella conquista di Belchite, invece, i repubblicani trovarono più resistenza da parte dei franchisti, che resistettero fino al 7 settembre, giorno in cui i repubblicani entrarono nella città. La lunga durata della resistenza di Belchite impedì ai repubblicani di spingersi fino a Saragozza, ed il fronte nazionalista riuscì a ricompattarsi per la difesa della capitale aragonese.

## Controffensiva nazionalista
Dopo l'attacco repubblicano, i franchisti possedevano solo tre divisioni, la 51ª, la 52ª e la 105ª, dispiegate su un fronte di 300 km.
La controffensiva nazionalista fu rinforzata dalle divisioni 13ª e 150ª, spostate dal fronte di Madrid, e da 65 aerei tra Fiat C.R.32, Heinkel He 46, Savoia-Marchetti S.M.79 e Messerschmitt Bf 109.
La controffensiva iniziò il 30 agosto e finì il 6 settembre. L'offensiva venne vanificata dalla resistenza dei repubblicani e della popolazione aragonese, che si schierò a fianco di questi ultimi. L'unico obiettivo degno di nota è l'abbattimento di 5 I-15.

## Conseguenze
La vittoria dei repubblicani non fu soddisfacente. L'avanzata non raggiunse i suoi obiettivi, e non riuscì a rompere definitivamente le linee franchiste che circondavano Saragozza. Il ministro della guerra Prieto criticò aspramente l'eccessiva influenza dei sovietici, con un telegramma che diceva " Tanta forza per conquistare quattro o cinque villaggi non soddisfano né il ministro né nessuno".